# Chiesa di San Leonardo (Montefollonico)
La chiesa di San Leonardo è il principale luogo di culto cattolico di Montefollonico, frazione di Torrita di Siena, sede dell'omonima parrocchia appartenente alla diocesi di Montepulciano-Chiusi-Pienza.

## Storia e descrizione
Ricordata dal 1216, caratterizzata da uno stile di transizione tra il romanico e il gotico, è a unica navata con transetto limitato al braccio sinistro.
La facciata è coronata da una cornice sostenuta da archetti pensili che poggiano su mensolette decorate con motivi che si ripetono sul lato destro; vi si apre un bel portale fortemente strombato, con colonnette dai capitelli riccamente decorati e con arco a tutto sesto; l'architrave è sostenuto da mensole scolpite. L'occhio in mattoni appare frutto di un rifacimento posteriore. Sul fianco destro si aprono un altro portale, con gli stipiti fiancheggiati da colonnette con capitelli a fogliami, e due monofore gotiche. 
L'edificio è caratterizzato da un accurato paramento murario in pietra.
Inoltre possiamo trovare 4 campane, che prima del 2021 erano 3:
| Campane | Materiale | Fonditore                                  | Anno | Nota  | ø bocca | Peso stimato |
| ------- | --------- | ------------------------------------------ | ---- | ----- | ------- | ------------ |
| I       | Bronzo    | Pontificia Fonderia Marinelli, Agnone (IS) | 2021 | Do⁴↓  | 743 mm  | 236 ca.      |
| II      | Bronzo    | Dialma Bastanzetti, Arezzo                 | 1961 | Do⁴   | 697 mm  | 187 ca.      |
| III     | Bronzo    | Carlo Moreni, Firenze                      | 1870 | Re⁴   | 630 mm  | 140 ca.      |
| IV      | Bronzo    | Rascetti, Chianciano (AR)                  | 1582 | Mib⁴↓ | 607 mm  | 130 ca.      |